# 애니메이션 제작사
애니메이션 제작사 또는 애니메이션 스튜디오는 애니메이션을 기획하거나 제작하는 회사를 말한다. 가장 광범위한 회사는 생산할 제품을 구상하고, 생산을 위한 물리적 장비를 소유하고, 해당 장비의 운영자를 고용하고, 생산된 미디어의 판매 또는 임대에서 주요 지분을 보유한다. 그들은 또한 저작권을 보유하는 작가와 마찬가지로 회사가 생성/보유하는 캐릭터에 대한 상품화 및 창작권에 대한 권리를 소유한다. 일부 초기 사례에서는 생산성 향상을 위해 사용되는 특정 스튜디오에서 사용되는 애니메이션 방법에 대한 특허권도 보유한다. 전반적으로 이것들은 비즈니스 문제이며 법적 용어로 기능할 수 있다.

## 같이 보기
- 영화 장르
- 일본의 성우
- 영화 스튜디오